# Atypus
Atypus (лат.) — род мигаломорфных пауков из семейства Atypidae. Включает в себя 32 вида. Распространены в Евразии, Африке и один вид Северной Америке (A. snetsingeri).

## Описание
Окраска тела темная (бурая или черная). Головогрудь короткая и очень широкая. Брюшко в мягких волосках, овальное и высокое, с шестью паутинными бородавками. Лапки ног заканчиваются 3 коготками. Основные коготки лапок снабжены несколькими неравными зубцами, дополнительный коготок без зубцов.

## Образ жизни
Живут большими колониями (80—100 особей), обычно на песчаных почвах. Обитают в норах глубиной до 80—90 см, выстланных изнутри паутиной. Над землёй паутинная выстилка норы продолжается в виде цилиндрической трубки длиной до 20—40 см, которая располагается на поверхности почвы. Надземная трубка маскируется частицами почвы, мхом, травой и, как правило, незаметна. Когда насекомые и другие мелкие животные пробегают по трубке, паук быстро схватывает их хелицерами, разрывая стенку трубки, и уносит в нору. Повреждённая стенка трубки вскоре восстанавливается.
Самки достигают половозрелости на четвёртый год. В период размножения самец, проникая в трубку самки, разрывает её и совершает копуляцию. Яйцекладка происходит спустя 8—9 месяцев после спаривания. Живут очень долго, в среднем 7—8 лет. Во взрослом состоянии пауки линяют 1—2 раза в год.

## Виды
- Atypus affinis Eichwald, 1830 — от Великобритании до Украины, Северная Африка
- Atypus baotianmanensis Hu, 1994 — Китай
- Atypus coreanus Kim, 1985 — Корея
- Atypus dorsualis Thorell, 1897 — Мьянма, Таиланд
- Atypus flexus Zhu et al., 2006 — Китай
- Atypus formosensis Kayashima, 1943 — Тайвань
- Atypus heterothecus Zhang, 1985 — Китай
- Atypus javanus Thorell, 1890 — Ява
- Atypus karschi Dönitz, 1887 — Китай, Тайвань, Япония
- Atypus lannaianus Schwendinger, 1989 — Таиланд
- Atypus largosaccatus Zhu et al., 2006 — Китай
- Atypus ledongensis Zhu et al., 2006 — Китай
- Atypus magnus Namkung, 1986 — Россия, Корея
- Atypus medius Oliger, 1999 — Россия
- Atypus minutus Lee, Lee, Yoo & Kim, 2015 — Корея
- Atypus muralis Bertkau, 1890 — от Центральной Европы до Туркменистана
- Atypus pedicellatus Zhu et al., 2006 — Китай
- Atypus piceus (Sulzer, 1776) — Европа до Молдавии, Иран
- Atypus quelpartensis Namkung, 2002 — Корея
- Atypus sacculatus Zhu et al., 2006 — Китай
- Atypus seogwipoensis 	Kim, Ye & Noh, 2015 — Корея
- Atypus sinensis Schenkel, 1953 — Китай
- Atypus snetsingeri Sarno, 1973 — США
- Atypus sternosulcus Kim et al., 2006 — Корея
- Atypus suiningensis Zhang, 1985 — Китай
- Atypus suthepicus Schwendinger, 1989 — Таиланд
- Atypus sutherlandi Chennappaiya, 1935 — Индия
- Atypus suwonensis Kim et al., 2006 — Корея
- Atypus tibetensis Zhu et al., 2006 — Китай
- Atypus wataribabaorum Tanikawa, 2006 — Япония
- Atypus wii 	Siliwal, Kumar & Raven, 2014 — Индия
- Atypus yajuni Zhu et al., 2006 — Китай